# الرياضة في تركيا

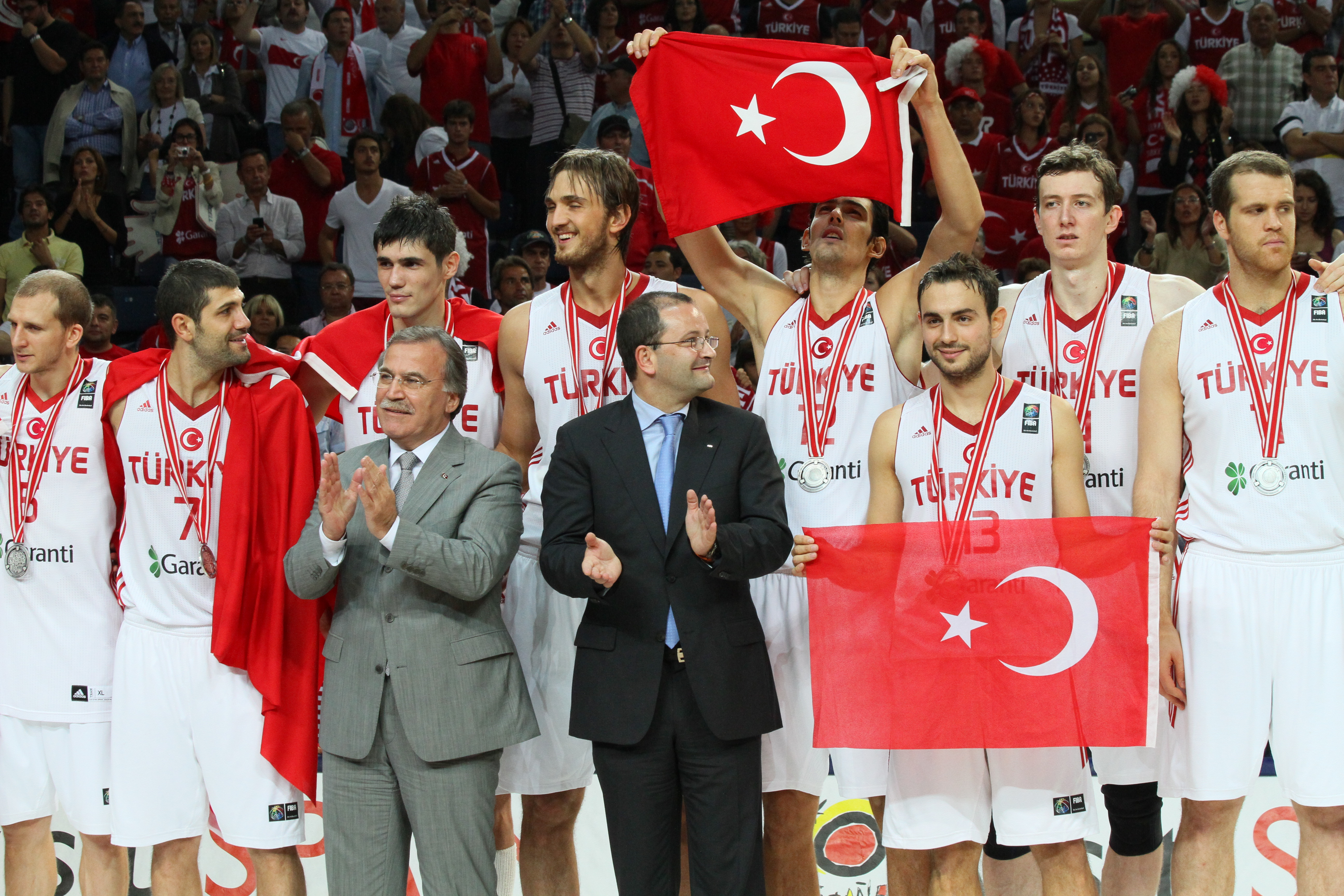

الرياضة الأكثر شعبية في تركيا هي كرة القدم. أشهر أندية تركيا هي غلطة سراي وفناربخشة وبشكطاش. في عام 2000 فاز غلطة سراي بكأس الاتحاد الأوروبي وكأس السوبر الأوروبي. وبعد عامين وصل المنتخب التركي لنهائيات بطولة كأس العالم لكرة القدم 2002 في اليابان وكوريا الجنوبية، بينما في 2008 وصل المنتخب الوطني لكرة القدم إلى الدور نصف النهائي من كأس الأمم الأوروبية 2008. واستضاف ستاد أتاتورك الأوليمبي في إسطنبول عام 2005 نهائي دوري أبطال أوروبا، في حين أن ملعب سوكرو ساراكوغلو في إسطنبول استضاف نهائي كأس الاتحاد الأوروبي 2009.
رياضة رئيسية أخرى مثل كرة السلة والكرة الطائرة تعتبر رياضة ذات شعبية. استضافت تركيا نهائيات البطولة الأوروبية 2001 ونهائيات بطولة العالم 2010 لكرة السلة، وفاز بالمركز الثاني في كلتا البطولتين، في حين أيفس بلسن س.ك (Efes Pilsen S.K) فاز بكأس كوراك في عام 1996، والمركز الثاني في كأس سابورتا في عام 1993، ووصلت إلى الدور قبل النهائي من الدوري الأوروبي سوبر ليج لكرة السلة في عامي 2000 و 2001. من أشهر لاعبي كرة السلة الاتراك مهمد اوكور وهدايت توركوغلو حيث كانوا ناجحين في الدوري الاميركي للمحترفين. وفاز فريق الكرة الطائرة النسائية، وهم Eczacıbaşı و Vakıfbank Sigorta غونيس أتشيبادم وفنربخشه، بالعديد من الألقاب والبطولات الأوروبية والميداليات.
وتعتبر yağlı güreş رياضة تقليدية تركية منذ العهد العثماني. استضافت أدرنة قيرق بينار (Kırkpınar) السنوي منذ 1361. أضف إلى أن المصارعة الحرة والمصارعة اليونانية والرومانية تحظى بشعبية في تركيا، وفي العديد من دول العالم وأوروبا وحصدوا المصارعون الأتراك عدة جوائز وألقاب في البطولات الأولمبية سواء على المستوى الفردي أوالوطني كفريق واحد.
رياضة رقع الأثقال هي رياضة ناجحة في تركيا. ولقد حطكوا الكثير من الأرقام القياسية الأولمبية والعالمية  والأوروبية  على صعيد الرجال والنساء. حقق كل من نعيم سليمان أوغلو وخليل موتلو مكانة أسطورية باعتبارهم من قلائل رافعون الاثقال والذين أحرزوا ثلاث ميداليات ذهبية في ثلاث دورات أولمبية.
رياضة السيارات هي رياضة ذات شعبية. أدرج رالي تركيا للتقويم العالم للراليات الاتحاد الدولي للسيارات في عام 2003،  وأدرج في سباق الجائزة الكبرى التركي لسباقات الفورمولا وتقويمية واحدة في 2005. أهمية رياضة السيارات السنوية الأخرى الأحداث التي تجري في سباق إسطنبول بارك وتشمل الدائرة الكبرى للدراجات النارية الجائزة الكبرى لتركيا، والاتحاد الدولي للسيارات في العالم جولة بطولة العالم للسيارات، سلسلة ال GP2 وسلسلة لو مان. من وقت لوقت إسطنبول وانطاليا المضيف أيضا المحطة التركية للزوارق السريعة سباقات F1 البطولة، في حين أن المحطة التركية لريد بل الجوي سباق بطولة العالم، وهو سباق المنافسة الهواء، ويأخذ مكان فوق القرن الذهبي في إسطنبول. ركوب الأمواج والتزلج على الجليد، التزلج، بالمظلات وغيرها من الرياضة المتطرفة أصبحت أكثر شعبية في كل عام.